# Tabira (kommun)
Tabira är en kommun i Brasilien.   Den ligger i delstaten Pernambuco, i den östra delen av landet, 1 500 km nordost om huvudstaden Brasília. Antalet invånare är 26 430.
Följande samhällen finns i Tabira:
- Tabira

Omgivningarna runt Tabira är huvudsakligen savann. Runt Tabira är det ganska tätbefolkat, med 56 invånare per kvadratkilometer.